# Архиепископски крст
Архиепископски крст (архијерејски крст) је двокраки крст који користи да означи или удостоји архиепископа. Слично патријархалном крсту, типично је направљен као штап са две пречке на врху и веома дугачким краком који се пружа надоле.